# Asterivora microlitha
Asterivora microlitha là một loài bướm đêm thuộc họ Choreutidae. Nó được tìm thấy ở New Zealand.
Sải cánh dài 9–10 mm.